# Nancy Astorová
Nancy Witcher Astorová (rodným jménem Nancy Witcher Langhorneová; 19. května 1879 Danville, USA – 2. května 1964 Grimsthorpe Castle, Velká Británie) byla první ženou, která se stala členem britské Dolní sněmovny (House of Commons). (Constance Markieviczová byla první ženou zvolenou – za stranu Sinn Féin, ale mandátu se nemohla ujmout).
Byla zvolena za Konzervativní stranu a členkou byla v letech 1919 až 1945; jejím manželem byl Waldorf Astor, 2. vikomt Astor. Známé jsou její četné půtky s Winstonem Churchillem. Poprvé použila termín D-Day Dodgers pro vojáky, kteří se nezúčastnili vylodění v Normandii.